# مارک چنگیزی
مارک چنگیزی (انگلیسی: Mark Changizi؛ زادهٔ ۱ ژانویهٔ ۱۹۶۹) بیولوژیست نظری اعصاب، نویسنده علوم و نویسنده ایرانی-آمریکایی است که در نیوجرسی و از پدری ایرانی و مادری آمریکایی متولد شده‌است.
او لیسانس خود را در ریاضی و فیزیک از دانشگاه ویرجینیا در سال ۱۹۹۱ و دکترای خود را در رشته ریاضی در سال ۱۹۹۷ از دانشگاه مریلند گرفت. چنگیزی در دوره تحصیل خود در مقطع دکترا همچنین به عنوان محقق در آزمایشگاه علوم اعصاب و فلسفه «کریستوفر چِرنیاک» فعالیت کرد. او از زمان پایان دکترا تا کنون در کالج کورک ایرلند، دپارتمان علوم مغز و اعصاب دانشگاه دوک، مؤسسه فناوری کالیفرنیا و دپارتمان علوم شناختی در در مؤسسه پلی‌تکنیک رنسلیر تحقیق و تدریس کرده‌است. وی در سال ۲۰۰۲ فلوشیپ معتبر و شناخته شده Sloan-Swartz در زمینه بیولوژی نظری اعصاب در دانشگاه کلتک از آن خود کرد.
چنگیزی در سال ۲۰۱۰ آزمایشگاه خود را به همراه همکارش تیم باربر راه اندازی کرد. این آزمایشگاه که 2ai نام دارد با این هدف راه اندازی شد که نتیجه تحقیقات آن منجر به راه اندازی شرکتهای فناوری شود و آن شرکت‌ها بتوانند هزینه تحقیقات آینده آزمایشگاه را تأمین کنند. اولین شرکتی که از این آزمایشگاه متولد شد، O2Amp بود که شرکت فناوری نوری و الهام گرفته از کشف مارک در زمینه اساس تکاملی بینایی رنگی است.
تحقیقات او در زمینه‌های متنوعی است، اما معمولاً این پرسش را مطرح می‌کنند که چرا بیولوژی، مغز، درک و غیره چنان هستند که ما می‌بینیم. یکی از تئوریهای مارک چنگیزی، «Perceive the present» یا «درک حاضر» است که تلاش می‌کند توهم نوری را توضیح دهد. چنگیزی می‌گوید توهمات بینایی ناشی از تاخیرات عصبی هستند که بسیاری از افراد در زمان بیداری تجربه می‌کنند. زمانی که نور به شبکیه چشم می‌تابد، یک دهم ثانیه طول می‌کشد تا مغز این نور را به درکی تصویری از دنیا تبدیل کند. چنگیزی معتقد است سیستم بینایی انسان با ایجاد تصاویری که در یک دهم ثانیه در آینده به وجود خواهند آمد در طی سال‌ها تأخیر عصبی فوق را جبران کرده‌است. این توانایی ایجاد تصاویر در آینده به انسان امکان داده‌است تا در زمان حال به امور واکنش نشان دهد و بتواند اعمال واکنشی مانند گرفتن توپ پرتاب شده یا حرکت در میان جمعیتی زیاد را انجام دهد.
او کتابهای متعددی نوشته‌است، از آن جمله «Harnessed: How Language and Music Mimicked Nature and Transformed Ape to Man, Benbella» در سال ۲۰۱۱ است. او مقالات زیادی را نیز در نشریات و وبسایت‌های معتبر مانند دیسکاور، هافینگتن پست و فوربز منتشر کرده‌است. مارک چنگیزی همچنین برای گفتگو در مورد تئوری‌ها و فرضیاتش میهمان برنامه‌های رادیو و تلویزیونی بسیاری بوده‌است.